# 文明遠
文明遠（？—1649年6月10日（永曆三年五月己未）），字玄升，九江府德化縣人，南明政治人物。

## 生平
文明遠是文德冀的侄子，諸生出身，個性講義氣、有膽識，也很機警敏捷。弘光元年（1645年）南京、九江相繼失陷，李含初起兵，文明遠和弟弟文明達充當聯絡。事敗後，他遊走江南、淮南間，與葉士彥、李之椿、僧人德宗、兵部劉洪起、副總兵秦緯之一同接受監國魯王命令。魯王覺得文明遠並非尋常人才，授兵科給事中，賜名文五成，前往行在。永曆三年（1649年），江西再次淪陷，地方戒嚴，他喬裝為僧走到肇慶謁見永曆帝，依舊擔任兵科給事中；又命令他敕諭李赤心。至開建縣界，赤心已出發離去，開建鄉寨也被李赤心部下屠殺，文明遠忽然帶著數十兵馬來臨，鄉寨人民以為他從屬李赤心，於是聚集包圍殺死他。妻子黃氏在隆武元年（1645年）投水而死。

## 引用
1. 1 2  錢海岳《南明史·卷三·本紀第三》：（永曆三年）五月己未朔，……給事中文明遠奉敕諭忠貞營，至懷集，死之。
2. 1 2  錢海岳《南明史·卷六十·列傳第三十六》：文明遠，字玄升；明達，字駿有，九江德化人。德冀從子。諸生。豪俠有膽識，而明遠尤警敏。弘光元年，南京、九江相繼陷，李含初兵起，明遠兄弟居間聯絡。事敗，遊江、淮間，與葉士彥、李之椿、僧德宗、兵部劉洪起、副總兵秦緯之，同受監國魯王命。王奇明遠才，授兵科給事中，賜名五成，遣詣行在。
3. ↑  錢海岳《南明史·卷六十·列傳第三十六》：永曆三年，江西再陷，行李戒嚴，明遠喬僧裝，崎嶇僅達肇慶，謁上稱旨，仍故官。命敕諭李亦（赤）心。至開建界，則赤心已拔營前徙，開建鄉寨遭赤心兵屠，飲恨刺骨，無從雪，而明遠忽從數十騎至，鄉寨以為赤心碎營也，蜂集圍之。明遠猝不能自明，中亂鏃死。妻黃，隆武元年水死。